# Андреана Чекич
Андреана Чекич (на сръбски: Андреана Чекић) е сръбска певица, станала известна с участието си в музикалното реалити предаване Звезде Гранда.

## Биография
Андреана Чекич е родена в Босанска Дубица, но е отраснала във Виена, където завършва средното си образование с икономически профил. Започва да пее през 2003 г., като печели популярност с участието си в петия сезон на музикалното реалити предаване Звезде Гранда (2010-2011 г.), където завършва на шесто място. Песента ѝ Краљица у злату е един от най-големите хитове в попфолк музиката за 2015 г.

## Дискография

### Сингли
- Заплакаће очи моје (2012)
- Хендикеп (2012)
- Нерасположена (2012)
- Виски (2013)
- Невреме (дует със Слободан Васич) (2015)
- Краљица у злату (2015)
- Рођена да плачем (2015)
- 300 сватова (2016)
- Благо сузама (2017)
- Ма само ме гледај (2017)
- Краљеви фалша (дует с Mr. Sharan) (2018)
- Заувек ти припадам (2018)
- Ципеле (дует с Емир Джулович) (2018)
- Пресвето и грешно (2018)

## Видеография
| Видеоклип                     | Година | Режисьор          |
| ----------------------------- | ------ | ----------------- |
| Нерасположена                 | 2012   | Харис Дубица      |
| Виски                         | 2013   | Харис Дубица      |
| Невреме                       | 2015   | Деян Маркович     |
| Краљица у злату               | 2015   | Деян Маркович     |
| 300 сватова                   | 2016   | Лиор Бабадост     |
| Благо сузама                  | 2017   | Борис Зец         |
| Ма само ме гледај             | 2017   | Silver Production |
| Краљеви фалша                 | 2018   | Sharan Concept    |
| Заувек ти припадам            | 2018   | Андрия Белойца    |
| Ципеле (дует с Емир Джулович) | 2018   | Горан Матиевич    |
| Пресвето и грешно             | 2018   | Uživoteka         |
| Туђа мајица                   | 2019   | Горан Матиевич    |